# Orfeu
Orfeu (em grego:  Oρφεύς, transl.: Orphéus, pronúncia clássica: [or.pʰeú̯s]) é um personagem da mitologia grega, conhecido por seus incríveis talentos musicais com a lira e por sua tentativa de resgatar sua amada Eurídice do submundo. É uma das figuras mais significativas da cultura ocidental, retratada em inúmeras obras artísticas e literárias como um arquétipo da inspiração artística.
Algumas fontes gregas antigas observam as origens trácias de Orfeu. Para os gregos, ele foi o fundador e profeta dos chamados mistérios "órficos". Ele foi creditado com a composição dos Hinos Órficos e das Argonáuticas órficas. Os santuários contendo supostas relíquias de Orfeu eram considerados oráculos.

## Etimologia
Várias etimologias para o nome Orpheus foram propostas. Uma sugestão provável é que é derivado de uma raiz dO PIE hipotética *h₃órbʰos 'órfão, servo, escravo' e finalmente a raiz de verbo *h₃erbʰ- 'mudar lealdade, status, propriedade.' Cognatos podem incluir em grego:  ὄρφνη (órphnē; 'escuridão') e ὀρφανός (orphanós; 'sem pai, órfão'), do qual vem a palavra 'órfão' via latim. Fulgêncio, um mitógrafo do final do século V ao início do século VI d.C., deu a etimologia improvável que significa "melhor voz", "Oraia-fonos".

## Cenário
A referência literária mais antiga a Orfeu é um fragmento de duas palavras do poeta lírico Íbico do século VI a.C.: onomaklyton Orphēn ('Orfeu famoso-de-nome'). Ele não é mencionado em Homero ou Hesíodo. A maioria das fontes antigas aceita sua existência histórica, com exceção de Aristóteles, supondo que ele viveu várias gerações antes de Homero. Píndaro chama Orfeu de "o pai das canções" e o identifica como filho do rei trácio Eagro e da musa Calíope.

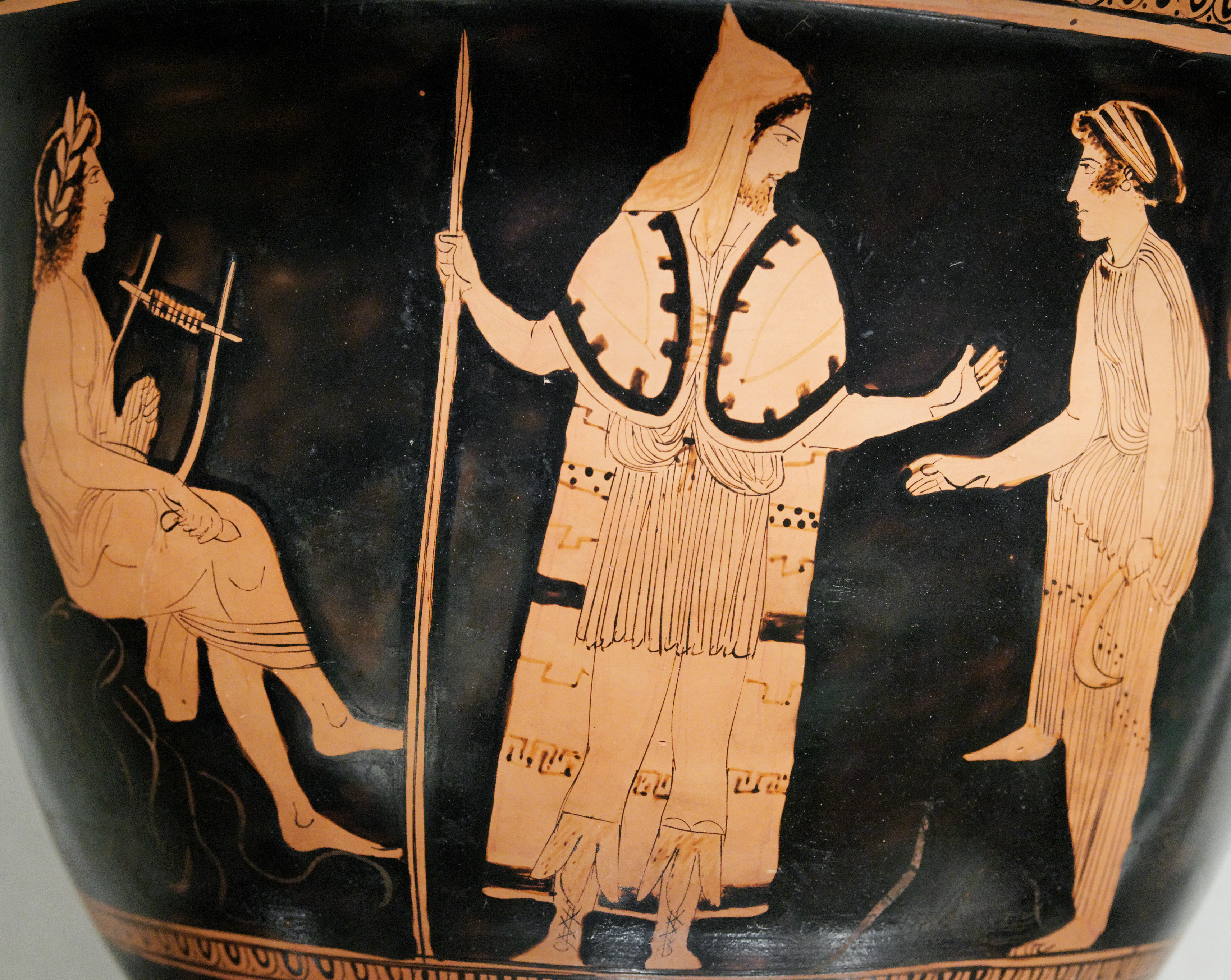
Orfeu (à esquerda, com lira) entre os trácios, de uma cratera-sino ática de figura vermelha (c. 440 a.C.)

Os gregos da era clássica veneravam Orfeu como o maior de todos os poetas e músicos; dizia-se que, enquanto Hermes inventou a lira, Orfeu a aperfeiçoou. Poetas como Simônides de Ceos disseram que a música e o canto de Orfeu podiam encantar os pássaros, peixes e feras, persuadir as árvores e as rochas a dançar e desviar o curso dos rios.
Orfeu foi um dos poucos heróis gregos a visitar o Mundo Inferior e retornar; sua música e canto tinham poder sobre Hades. A referência mais antiga conhecida a esta descida ao submundo é a pintura de Poligoto (século V a.C.) descrita por Pausânias (século II d.C.), em que nenhuma menção é feita a Eurídice. Eurípides e Platão referem-se à história de sua descida para recuperar sua esposa, mas não mencionam o nome dela; um relevo contemporâneo (cerca de 400 a.C.) mostra Orfeu e sua esposa com Hermes. O poeta elegíaco Hermesianax chamou-a de Argíope; e a primeira menção de seu nome na literatura está no Lamento para Bíon (século I a.C.).
Algumas fontes atribuem a Orfeu outros dons para a humanidade: medicina, que está mais comumente sob os auspícios de Asclépio (Esculápio) ou Apolo; escrita, que geralmente é creditada a Cadmo; e a agricultura, em que Orfeu assume o papel eleusino de Triptólemo como doador do conhecimento de Deméter para a humanidade. Orfeu era um áugure e vidente; ele praticava artes mágicas e astrologia, fundou cultos a Apolo e Dioniso e prescreveu os ritos misteriosos preservados em textos órficos. Píndaro e Apolônio de Rodes colocam Orfeu como o harpista e companheiro de Jasão e os Argonautas. Orfeu tinha um irmão chamado Lino, que foi para Tebas e se tornou um tebano. Ele é reivindicado por Aristófanes e Horácio como tendo ensinado canibais a subsistir de frutas, e por ter feito leões e tigres obedientes a ele. Horácio acreditava, entretanto, que apenas Orfeu havia introduzido ordem e civilização para os selvagens.
Estrabão (64 a.C. – c. 24 AD) apresenta Orfeu como um mortal, que viveu e morreu em uma aldeia perto do Olimpo. "Alguns, é claro, o receberam de boa vontade, mas outros, por suspeitarem de conspiração e violência, se uniram contra ele e o mataram." Ele ganhara dinheiro como músico e "mago" – Estrabão usa αγυρτεύοντα (agurteúonta), termo também usado por Sófocles em Oedipus Tyrannus para caracterizar Tirésias como um trapaceiro com um desejo excessivo de posses. Αγύρτης (agúrtēs) na maioria das vezes significa charlatão e sempre teve uma conotação negativa. Pausânias escreve sobre um egípcio não identificado que considerava Orfeu um μάγευσε (mágeuse), um mágico.
"Orfeu ... é repetidamente referido por Eurípides, em quem encontramos a primeira alusão à ligação de Orfeu com Dioniso e as regiões infernais: fala dele como relacionado com as Musas (Reso 944,946); menciona o poder de sua canção sobre rochas, árvores e animais selvagens (Medeia 543, Ifigênia em Áulide 1211, As Bacantes 561 e uma alusão jocosa em O Cíclope 646); refere-se a seu encantamento dos poderes infernais (Alceste 357); conecta-o com orgias bacanais (Hipólito 953); atribui a ele a origem dos mistérios sagrados (Reso 943), e coloca o cenário de sua atividade entre as florestas do Olimpo (As Bacantes 561)" "Eurípides [também] trouxe Orfeu para sua peça Hipsípila, que tratou do episódio lemniano da viagem argonáutica; Orfeu ali atua como timoneiro e, mais tarde, como guardião na Trácia dos filhos de Jasão com Hipsípila."
"Ele é mencionado apenas uma vez, mas em uma passagem importante, por Aristófanes (As Rãs 1032), que enumera, como os poetas mais antigos, Orfeu, Museu, Hesíodo e Homero, e faz de Orfeu o professor de iniciações religiosas e de abstinência de assassinato ..."
"Platão (Apologia, Protágoras), ... frequentemente se refere a Orfeu, seus seguidores e suas obras. Ele o chama de filho de Eagro (O Banquete), menciona-o como músico e inventor (Íon and Leis bk 3.), refere-se ao poder milagroso de sua lira (Protágoras) e dá uma versão singular da história de seu descida ao Hades: os deuses, diz ele, iludiram o poeta, mostrando-lhe apenas um fantasma de sua esposa perdida, porque ele não teve coragem de morrer, como Alceste, mas planejou entrar no Hades vivo, e, como castigo além por sua covardia, ele encontrou a morte nas mãos de mulheres (O Banquete)".
"Antes das referências literárias, há uma representação esculpida de Orfeu com o navio Argo, encontrado em Delfos, que se diz ser do século VI a.C." [cerca de 560 a.C.].

## Escritos
Sobre os escritos de Orpheus, Freeman, na edição de 1946 de The Pre-Socratic Philosophers pp. 4–8, escreve:
“Nos séculos V e IV a.C., existia uma coleção de poemas hexamétricos conhecida como Órfica, que eram a autoridade aceita por aqueles que seguiam o modo de vida órfico, e foram por eles atribuídos ao próprio Orfeu. Platão várias vezes cita versos dessa coleção; ele se refere na República a uma "massa de livros de Museu e Orfeu", e nas Leis aos hinos de Tâmiris e Orfeu, enquanto no Íon ele agrupa Orfeu com Museu e Homero como a fonte de inspiração de poetas épicos e elocucionistas. Eurípides no Hipólito faz Teseu falar dos "efluxos túrgidos de muitos tratados", que levaram seu filho a seguir Orfeu e adotar a religião báquica. Alexis, o poeta cômico do século IV, retratando Lino oferecendo uma escolha de livros a Hércules, menciona "Orfeu, Hesíodo, tragédias, Quérilo, Homero, Epicarmo". Aristóteles não acreditava que os poemas fossem de Orfeu; ele fala da 'assim chamada epopeia órfica', e Filopono (sétimo século AD) comentando essa expressão, diz que no De Philosophia (agora perdido) Aristóteles afirmou diretamente sua opinião de que os poemas não eram de Orfeu. Filopono acrescenta sua própria visão de que as doutrinas foram colocadas em versos épicos por Onomácrito. Aristóteles, ao citar as doutrinas cosmológicas órficas, atribui-as aos 'theologoi', 'os poetas antigos', 'aqueles que primeiro teorizaram sobre os deuses'.
Nada se sabe de quaisquer escritos órficos antigos, exceto uma referência no Alceste de Eurípides a certas "tábuas trácias" que "a voz de Orfeu havia inscrito" com erudição farmacêutica. O Escoliasta, comentando a passagem, diz que existem no Monte Hemus certos escritos de Orfeu em tabuletas. Há também uma referência, sem mencionar Orfeu pelo nome, no pseudo-platônico Axíoco, em que se diz que o destino da alma no Hades é descrito em certas tabuletas de bronze que dois videntes trouxeram para Delos da terra dos hiperbóreos. Esta é a única evidência de quaisquer escritos órficos antigos. Eliano (segundo século AD) deu a razão principal contra acreditar neles: na época em que Orfeu disse ter vivido, os trácios nada sabiam sobre escrita.
Portanto, passou-se a acreditar que Orfeu ensinava, mas não deixou escritos, e que a poesia épica atribuída a ele foi escrita no século VI a.C. por Onomácrito. Onomácrito foi banido de Atenas por Hiparco por inserir algo de sua autoria em um oráculo de Museu quando lhe foi confiada a edição de seus poemas. Pode ter sido Aristóteles quem primeiro sugeriu, no perdido De Philosophia, que Onomácrito também escreveu os chamados poemas épicos órficos. Na época em que os escritos órficos começaram a ser citados livremente por escritores cristãos e neoplatônicos, a teoria da autoria de Onomácrito foi aceita por muitos.
Acredita-se, no entanto, que a literatura órfica corrente na época dos neoplatonistas (século III d.C.), e citada por eles como a autoridade para as doutrinas órficas, era uma coleção de escritos de diferentes períodos e perspectivas variadas, algo como a da Bíblia. As primeiras delas foram compostas no século VI por Onomácrito a partir da genuína tradição órfica; as últimas que sobreviveram, a saber, a Viagem dos Argonautas e os Hinos a várias divindades, não podem ter sido reunidos em sua forma atual até o início da era cristã, e provavelmente datam de algum tempo entre o segundo e o quarto séculos AD.
Os neoplatônicos citam os poemas órficos em sua defesa contra o cristianismo, porque Platão usava poemas que ele acreditava serem órficos. Acredita-se que na coleção de escritos que usavam havia várias versões, cada uma das quais deu um relato ligeiramente diferente da origem do universo, de deuses e homens, e talvez do modo de vida correto, com as recompensas e punições a ele associadas. Três versões principais são reconhecidas por estudiosos modernos; todas os três são mencionadas pelo neoplatonista Damáscio (quinto ao sexto séculos AD). Esses são:
1. Rapsódias, cânticos épicos, ditos segundo Damáscio como fornecendo a teologia órfica usual. Estas são mencionadas também na lista da Suda, como 'discursos sagrados em vinte e quatro cânticos', embora ele atribua essa obra a Teogneto, o Tessálico (desconhecido) ou Cércops, o pitagórico. Tal agora é conhecido como Teogonia Rapsódica. É a versão geralmente citada por autoridades antigas, mas não era a usada por Platão e, portanto, às vezes se pensa que foi composta depois que ele escreveu; esta questão não pode ser decidida no momento.
2. Uma Teogonia órfica dada pelo aluno de Aristóteles Eudemo.
3. Uma Teogonia Órfica 'de acordo com Jerônimo de Rodes e Helânico'. Outras versões foram: uma Teogonia posta na boca de Orfeu por Apolônio Ródio em sua Argonáutica; uma Teogonia órfica citada por Alexandre de Afrodísias; e uma Teogonia em Clemente de Roma, não especificada como órfica, mas pertencente à mesma escola de pensamento.

Uma longa lista de obras órficas é fornecida na Suda (século X AD); mas a maioria delas é atribuída a outros autores. Elas são:
1. Triagmoi, atribuídas ao trágico poeta Íon, nas quais se dizia haver um capítulo denominado Vestimentas Sagradas ou Invocações Cósmicas. O título Triagmoi aparentemente se referia ao 'tripé órfico de três elementos, terra, água, fogo', referido por Ausônio e Galeno; o último disse que esta doutrina foi dada por Onomácrito em seus poemas órficos.
2. Os Discursos Sagrados, já discutidos, geralmente identificados com as Rhapsodiae.
3. Oráculos e Ritos, atribuídos a Onomácrito.
4. Subsídios para a Salvação, atribuído a Timocles de Siracusa ou Persino de Mileto; tanto a obra quanto esses escritores são desconhecidos.
5. Tigelas de Mistura, atribuído a Zópiro de Heracleia; e O Roupão e a Rede, também atribuída a Zópiro, ou a Brontino, o pitagórico. A Rede referida é a rede do corpo, assim chamada na literatura órfica. A Brontino também foi atribuída uma Physica, de outra forma desconhecida.
6. Entronização da Mãe e Ritos Báquicos, atribuídos a Nícias de Eleia, de quem nada mais se sabe. 'Entronização' fazia parte do rito de iniciação praticado pelos coribantes, os adoradores de Reia ou Cibele; a pessoa a ser iniciada estava sentada em uma cadeira alta, e os celebrantes dançavam em volta dela em um círculo. O título, portanto, aparentemente significa 'as cerimônias de entronização conforme praticadas pelos adoradores da Grande Mãe'. Conectado, talvez idêntico a, este era um tratado sobre os Ritos Coribânticos, citado pelo poema órfico tardio Argonautica.
7. Uma Descida ao Hades, atribuída a Heródico de Perinto, ou a Cércops, o pitagórico, ou ao desconhecido Pródico de Samos.
8. Outros tratados foram: uma Astronomia ou Astrologia, de outra forma desconhecida; Ritos Sacrificiais, sem dúvida dando regras para sacrifícios sem sangue; Adivinhação por meio de areia, Adivinhação por meio de ovos; Da construção de templos (desconhecido de outra forma); Do Cingimento das Vestes Sagradas; e Das Pedras, que dizem conter um capítulo sobre a escultura de pedras preciosas intitulado As Oitenta Pedras; uma versão desta obra, de data tardia, sobreviveu. Trata das propriedades das pedras, preciosas e comuns, e seus usos na adivinhação. Os Hinos Órficos também são mencionados na lista da Suda, e uma Teogonia em 1200 versos, talvez uma daquelas versões que diferem das Rapsódias. Havia também um livro de palavras órficas, sem dúvida um glossário dos termos especiais usados no culto, alguns dos quais eram estranhos por causa de seu uso alegórico, outros por causa de sua antiguidade; também foi dito que esse estaria em verso.

Essa era a lista de obras finalmente classificadas como escritos órficos, embora se soubesse nos tempos antigos que muitas delas eram obras de pitagóricos e de outros escritores. Heródoto disse que os assim chamados 'ritos órficos e báquicos' eram na verdade 'egípcios e pitagóricos'; e Íon de Quio disse que o próprio Pitágoras atribuiu alguns de seus escritos a Orfeu. Outros, como já foi dito, consideravam as primeiras epopeias obra de Onomácrito. Os Hinos originais foram pensados como tendo sido compostos por Orfeu, e escritos, com emendas, por Museu. Houve também outros escritores chamados Orfeu: a um, de Crotona, considerado contemporâneo e associado de Pisístrato, foram atribuídos dois poemas épicos: uma Argonáutica e O Ciclo de Doze Anos (provavelmente astrológico); a outro, Orfeu de Camarina, um épico Descida ao Hades. Esses homônimos são provavelmente invenções."

## Mitologia

### Vida pregressa
De acordo com Apolodoro e um fragmento de Píndaro, o pai de Orfeu era Eagro, um rei trácio, ou, de acordo com outra versão da história, o deus Apolo. Sua mãe era (1) a musa Calíope, (2) sua irmã Polímnia, (3) uma filha de Píero, filho de Macedão ou (4) por último de Menipe, filha de Tâmiris. De acordo com Tzetzes, ele era de Bisaltia. Seu local de nascimento e residência foi Pimpleia perto do Olimpo. Estrabão menciona que ele morou em Pimpleia. De acordo com o poema épico As Argonáuticas, Pimpleia foi o local do casamento de Eagro e Calíope. Enquanto vivia com sua mãe e suas oito lindas irmãs no Parnaso, ele conheceu Apolo, que estava cortejando a musa risonha Tália. Apolo, como deus da música, deu a Orfeu uma lira dourada e ensinou-o a tocá-la. A mãe de Orfeu o ensinou a fazer versos para cantar. Ele também teria estudado no Egito.
Diz-se que Orfeu estabeleceu a adoração de Hécate em Egina. Na Lacônia Orfeu é dito ter trazido a adoração de Deméter Ctônia e a de Κόρες Σωτείρας (Kóres Sōteíras; 'Donzelas Salvadoras'). Também em Taígeto, uma imagem de madeira de Orfeu teria sido mantida por pelasgos no santuário de Deméter de Elêusis.
De acordo com Diodoro Sículo, Museu de Atenas era filho de Orfeu.

### Viajando como um Argonauta
As Argonáuticas (Ἀργοναυτικά) é um poema épico grego escrito por Apolônio Ródio no século III a.C. Orfeu participou dessa aventura e usou suas habilidades para ajudar seus companheiros. Quíron contou a Jasão que, sem a ajuda de Orfeu, os argonautas nunca seria capaz de passar as sirenas—as mesmas sirenas encontradas por Odisseu no poema épico da Odisseia de Homero. As sereias viviam em três pequenas ilhas rochosas chamadas Sirenum scopuli e cantavam lindas canções que atraíram os marinheiros a vir até elas, o que resultava na colisão de seus navios nas ilhas. Quando Orfeu ouviu suas vozes, ele sacou sua lira e tocou uma música cada vez mais alta e bonita, abafando as canções encantadoras das sereias. De acordo com o poeta elegíaco helenístico do século III a.C. Fanocles, Orfeu amava o jovem argonauta Calais, "o filho de Bóreas, com todo o seu coração, e ia com frequência em bosques sombreados ainda cantando seu desejo, nem seu coração descansava. Mas sempre, cuidados insones assolavam seu ânimo enquanto olhava ao fresco Calais."

### Morte de Eurídice
A história mais famosa em que Orfeu figura é a de sua esposa Eurídice (às vezes chamada de Eurídice e também conhecida como Argíope). Enquanto caminhava entre seu povo, os cícones, na grama alta em seu casamento, Eurídice foi atacada por um sátiro. Em seus esforços para escapar do sátiro, Eurídice caiu em um ninho de víboras e sofreu uma mordida fatal no calcanhar. Seu corpo foi descoberto por Orfeu que, subjugado pela dor, tocou canções tão tristes e lamentosas que todas as ninfas e deuses choraram. Seguindo o conselho deles, Orfeu viajou para o submundo. Sua música suavizou os corações de Hades e Perséfone, que concordaram em permitir que Eurídice voltasse com ele para a terra com uma condição: ele deveria andar na frente dela e não olhar para trás até que ambos tivessem alcançado o mundo superior. Ele partiu com Eurídice o seguindo e, em sua ansiedade, assim que alcançou o mundo superior, ele se virou para olhar para ela, esquecendo que ambos precisavam estar no mundo superior, e ela desapareceu pela segunda vez, mas agora para sempre.
A história nesta forma pertence à época de Virgílio, que primeiro introduziu o nome de Aristeu (na época de Geórgicas de Virgílio, o mito mostra Aristeu perseguindo Eurídice quando ela foi picada por uma serpente) e o desfecho trágico. Outros escritores antigos, entretanto, falam da visita de Orfeu ao mundo subterrâneo sob uma luz mais negativa; de acordo com Fedro no Banquete de Platão, os deuses infernais apenas "apresentaram uma aparição" de Eurídice a ele. Na verdade, a representação de Orfeu por Platão é a de um covarde, pois em vez de escolher morrer para estar com quem amava, ele zombou dos deuses ao tentar ir ao Hades para trazê-la de volta viva. Já que seu amor não era "verdadeiro"—ele não queria morrer por amor—ele foi realmente punido pelos deuses, primeiro dando-lhe apenas a aparição de sua ex-esposa no submundo, e então sendo morto por mulheres. No relato de Ovídio, no entanto, a morte de Eurídice por uma picada de cobra ocorreu enquanto ela dançava com náiades no dia de seu casamento.
Virgílio escreveu em seu poema que as dríades choraram de Épiro e Évros até a terra dos getas (vale do Danúbio nordeste) e até o descreve vagando por Hiperbórea e Tánais (antiga cidade grega no delta do rio Don) devido a seu luto.
A história de Eurídice pode, na verdade, ser uma adição tardia aos mitos de Orfeu. Em particular, o nome Eurudike ("aquela cuja justiça se estende amplamente") lembra os títulos de culto ligados a Perséfone. Segundo as teorias do poeta Robert Graves, o mito pode ter derivado de outra lenda de Orfeu, na qual ele viaja ao Tártaro e encanta a deusa Hécate.
O mitema de não olhar para trás, uma precaução essencial na invocação de Jasão da ctônica Brimo Hécate sob a orientação de Medeia, é refletida na história bíblica da esposa de Ló quando escapa de Sodoma. Mais diretamente, a história de Orfeu é semelhante aos antigos contos gregos de Perséfone capturada por Hades e histórias semelhantes de Adônis cativo no submundo. No entanto, a forma desenvolvida do mito de Orfeu foi entrelaçada com os cultos dos mistérios órficos e, mais tarde em Roma, com o desenvolvimento do mitraísmo e o culto do Sol Invicto.

### Morte
De acordo com um resumo da Antiguidade tardia da peça perdida de Ésquilo, Bassáridas, Orfeu, no final de sua vida, desdenhou a adoração de todos os deuses, exceto do sol, a quem chamou de Apolo. Certa manhã, ele foi ao oráculo de Dioniso no Monte Pangaião para saudar seu deus ao amanhecer, mas foi feito em pedaços pelas mênades trácias por não honrar seu patrono anterior (Dioniso) e enterrado em Pieria. Aqui, sua morte é análoga à de Penteu, que também foi feito em pedaços pelas mênades; e foi especulado que o culto de mistério órfico considerava Orfeu como uma figura paralela ou mesmo uma encarnação de Dioniso. Ambos fizeram viagens semelhantes ao Hades, e Dionísio Zagreu sofreu uma morte idêntica. Pausânias escreve que Orfeu foi enterrado em Dion e que lá encontrou a morte. Ele escreve que o rio Helicão afundou no subterrâneo quando as mulheres que mataram Orfeu tentaram lavar suas mãos manchadas de sangue em suas águas. Ovídio reconta que Orfeu ... 
absteve-se de amar as mulheres, seja porque as coisas acabaram mal para ele, seja porque ele jurou fazê-lo. Mesmo assim, muitos sentiram o desejo de se juntar ao poeta e muitos sofreram com a rejeição. Na verdade, ele foi o primeiro do povo trácio a transferir sua afeição a jovens meninos e desfrutar de sua breve primavera e do florescimento precoce deste lado da masculinidade.— Ovídio. Da tradução de A. S. Kline Ovid: The Metamorphoses, Livro X
Sentindo-se rejeitadas por Orfeu por ter apenas amantes do sexo masculino (eromenos), as mulheres ciconianas, seguidoras de Dioniso, primeiro atiraram paus e pedras nele enquanto ele tocava, mas sua música era tão bela que mesmo as pedras e galhos se recusaram a atingi-lo. Enfurecidas, as mulheres o despedaçaram durante o frenesi de suas orgias báquicas. No desenho de Albrecht Dürer da morte de Orfeu, baseado em um original, agora perdido, de Andrea Mantegna, uma fita alta na árvore acima dele tem a inscrição Orfeus der erst puseran ("Orfeu, o primeiro pederasta").

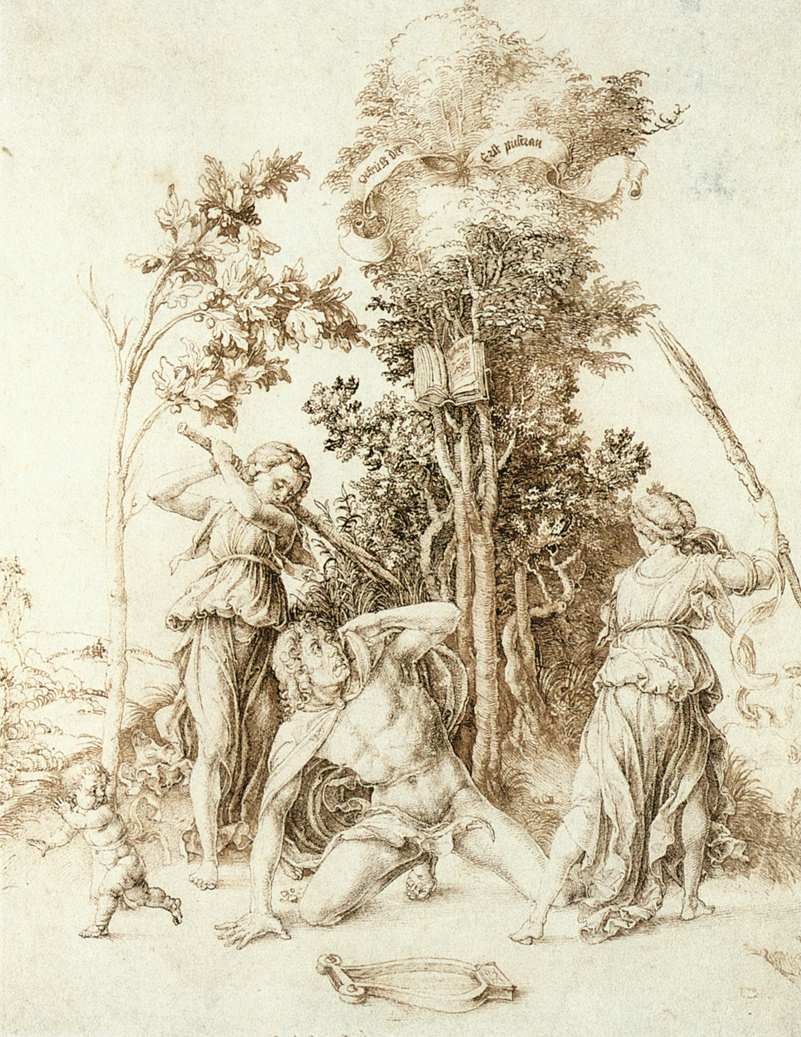
Morte de Orfeus (1494) por Dürer

Sua cabeça e lira, ainda cantando canções tristes, flutuaram rio Hébro abaixo até o mar, após o que os ventos e as ondas os levaram para a ilha de Lesbos, na cidade de Metimna; lá, os habitantes enterraram sua cabeça e um santuário foi construído em sua homenagem perto de Antissa; ali seu oráculo profetizou, até que foi silenciado por Apolo. Além do povo de Lesbos, gregos da Jônia e da Etólia consultavam o oráculo, e sua reputação se espalhou até a Babilônia.

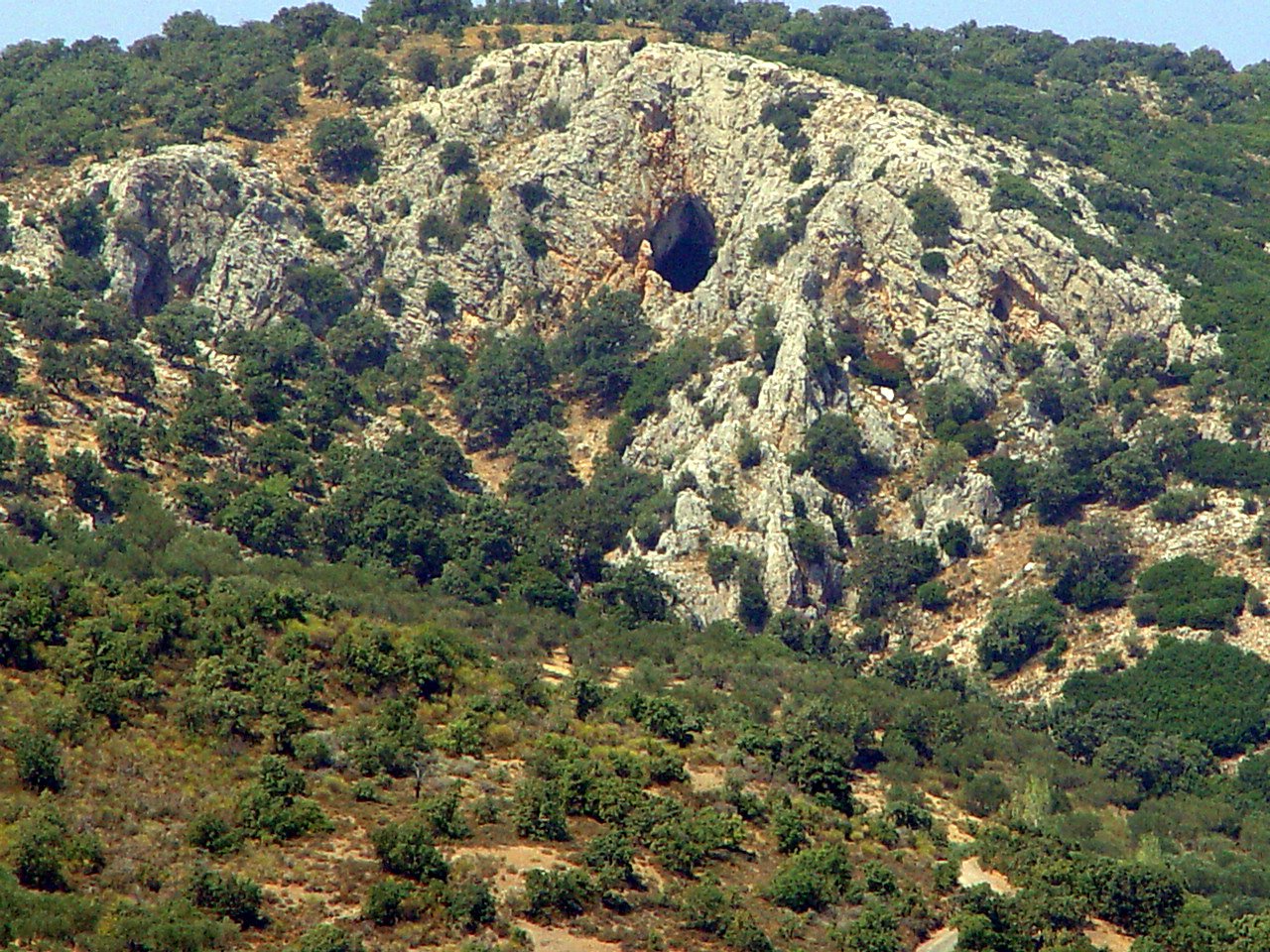
Oráculo da Caverna de Orfeu em Antissa, Lesbos

A lira de Orfeu foi carregada para o céu pelas Musas e colocada entre as estrelas. As Musas também recolheram os fragmentos de seu corpo e os enterraram em Leibetra abaixo do Monte Olimpo, onde os rouxinóis cantavam sobre seu túmulo. Depois que o rio Sis inundou Leibetra, os macedônios levaram seus ossos para Dion. A alma de Orfeu voltou para o mundo subterrâneo, para os campos dos Abençoados, onde ele finalmente se reuniu com sua amada Eurídice.
Outra lenda coloca sua tumba em Dion, perto de Pidna na Macedônia. Em outra versão do mito, Orfeu viaja para Aorno em Tesprócia, Epiro para um antigo oráculo dos mortos. No final, Orfeu comete suicídio por causa de sua dor, incapaz de encontrar Eurídice.
"Outros disseram que ele foi vítima de um raio."

## Poemas e ritos órficos

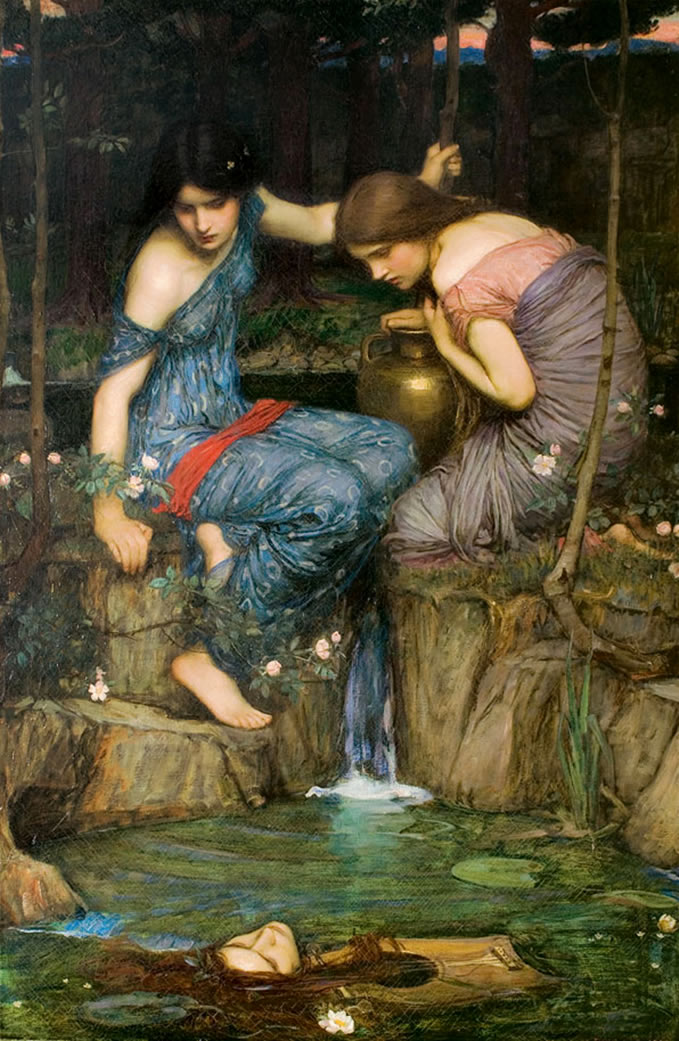
Nymphs Finding the Head of Orpheus (1900) por John William Waterhouse

Vários poemas religiosos gregos em hexâmetros foram atribuídos a Orfeu, assim como a figuras milagrosas semelhantes, como Báquis, Museu, Ábaris, Aristeas, Epimênides e a Sibila. Dessa vasta literatura, apenas duas obras sobreviveram inteiras: os Hinos Órficos, um conjunto de 87 poemas, possivelmente compostos em algum momento do século II ou III, e o poema épico Argonautica, composto em algum lugar entre os séculos IV e VI. A literatura órfica anterior, que pode remontar ao século VI a.C., sobrevive apenas em fragmentos de papiro ou em citações. Alguns dos primeiros fragmentos podem ter sido compostos por Onomácrito.

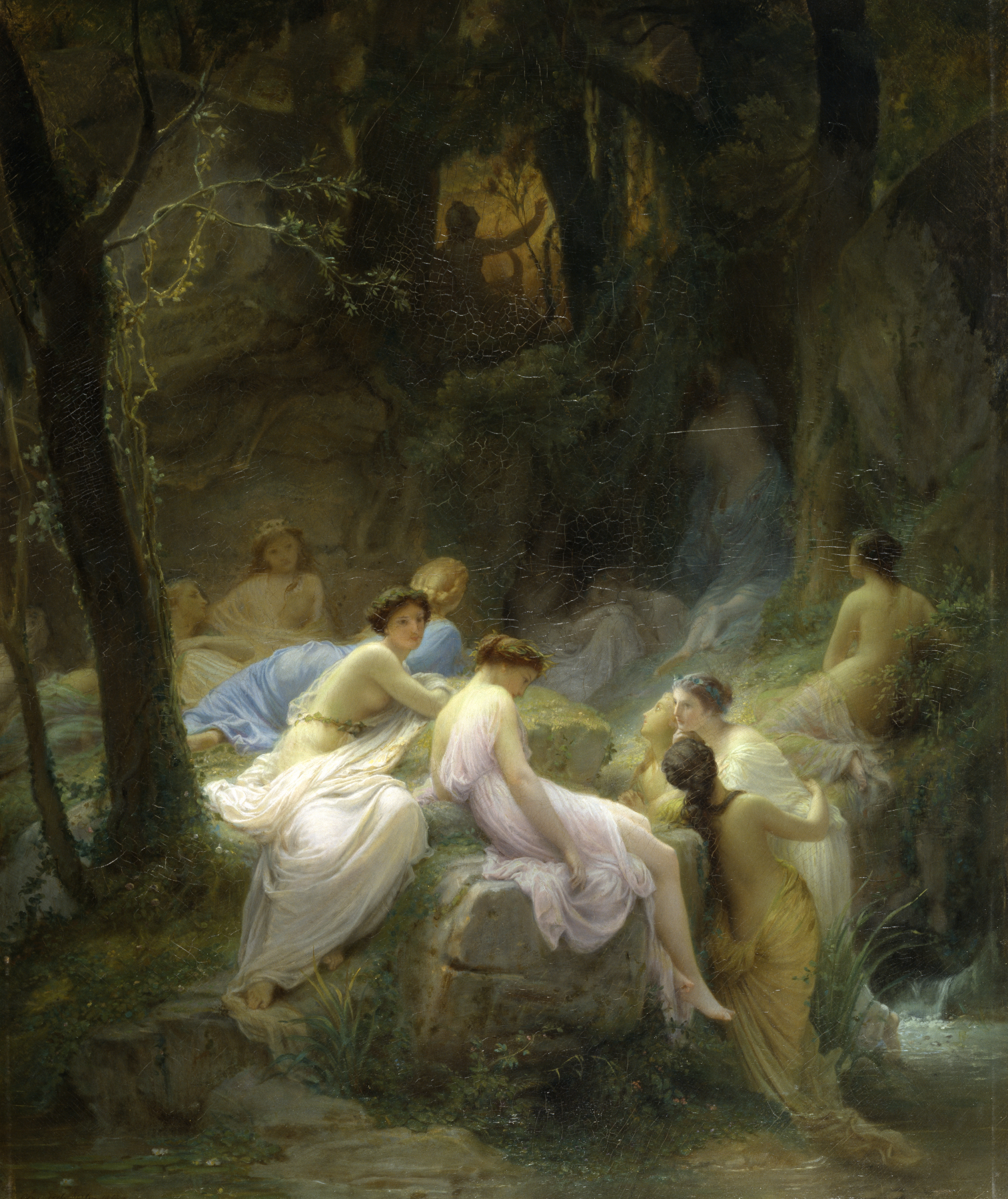
Ninfas Ouvindo as Canções de Orfeu (1853), de Charles Jalabert

Além de servir como um repositório de dados mitológicos ao longo das linhas da Teogonia de Hesíodo, a poesia órfica era recitada em ritos de mistérios e rituais de purificação. Platão, em particular, fala de uma classe de mendigos-sacerdotes ambulantes que ofereciam purificações aos ricos, puxando uma balbúrdia de livros de Orfeu e Museu. Aqueles que eram especialmente devotados a esses rituais e poemas frequentemente praticavam o vegetarianismo e abstenção de sexo, e se abstinham de comer ovos e feijão - que veio a ser conhecido como Orphikos bios, ou "modo de vida órfico".

O papiro Derveni, encontrado em Derveni, Macedônia (Grécia) em 1962, contém um tratado filosófico que é um comentário alegórico sobre um poema órfico em hexâmetros, uma teogonia sobre o nascimento dos deuses, produzida no círculo do filósofo Anaxágoras, escrito na segunda metade do século V a.C. Fragmentos do poema são citados tornando-o "a mais importante nova evidência sobre a filosofia e a religião gregas que veio à luz desde a Renascença". O papiro data de cerca de 340 a.C., durante o reinado de Filipe II da Macedônia, tornando-o o manuscrito mais antigo da Europa. Nele, encontram-se referências cosmológicas e explicações dos nomes dos deuses atribuídas a Orfeu, como um nomeador primordial em seus versos:
“[O verso] ’O rei primogênito, a quem então se agarravam todos os deuses e deusas imortais e rios e fontes agradáveis e tudo o mais que havia então nascido, e assim ele se tornou o único.’ Nestes versos, ele indica que as coisas existentes sempre persistiram, mas as coisas presentes vêm das que perduram. E o verso ‘e assim ele se tornou o único’. Ao dizer isso, [Orfeu] mostra que a própria Mente (Nous) vale todas as outras coisas juntas, sendo a única, como se outras coisas não fossem nada, já que seria impossível que as coisas presentes fossem assim sem a Mente. Mais adiante no verso que segue depois disto, ele disse que a Mente vale todas as coisas [juntas]: ‘Agora Ele é o rei de todos e depois será também.’ [...]
As coisas existentes, cada qual tem seu nome de acordo com o que domina; da mesma forma, todas as coisas [juntas] receberam o nome ‘Zeus’. Pois o ar domina tudo quanto desejar. Ao dizer que "Moira fiou", eles queriam dizer que o pensamento de Zeus decretava como as coisas que existem vêm a ser e serão, devam vir a ser e deixar de ser. E [Orfeu] o compara a ‘um rei’ - já que esse [nome] se pareceu o mais adequado [a Zeus] de todos os nomes [comumente] ditos - ao dizer isto:
‘Zeus o rei, Zeus o governante acima de tudo, o relâmpago brilhante.’ [Orfeu] disse que [Zeus] é ‘um rei’, já que de muitos [...] um.
‘Afrodite’, ‘Ourania' e 'Zeus', assim como ‘fazer afrodisia’ e ‘fundir', e assim como ‘Peitho' (Persuasão) e 'Harmonia', são todos nomes relacionados ao mesmo Deus. […] Pois quando as coisas presentes se unem, [este Deus] foi chamado de 'Afrodite'. E ‘Peitho’, já que as coisas existentes cederam uma à outra. ‘Ceder’ e ‘persuadir’ é o mesmo. E "Harmonia", uma vez que ela montou harmoniosamente (hērmose) muitas coisas existentes com cada [outro].
[Orfeu] então nomeou tudo de um modo diferente o melhor que pôde, porque ele entendia a natureza das pessoas, a saber que nem todas elas têm um similar, nem todo mundo quer as mesmas coisas. Quando eles têm poder, eles dizem o que quer que venha à mente de cada um, seja o que for que eles queiram no momento, nunca as mesmas coisas, e isso por ganância, outras vezes por ignorância. ‘Terra’ (Ge) e ‘Mãe’, assim como ‘Reia’ e ‘Hera’, são as mesmas. Ela recebeu o nome ‘Terra’ por convenção, o nome "Mãe" porque todas as coisas nascem dela. 'Ge' e 'Gaia', de acordo com o dialeto de várias pessoas. Ela era chamada "Deméter", sendo "Mãe-Terra" [Gē-Mētēr], um nome a partir de dois. Porque ela era a mesma. É dito nos Hinos também: ‘Deméter, Reia, Terra, Mãe, Héstia, Deio.’ Pois ela também é chamada de 'Deio', já que 'ela foi dilacerada' durante a união. [Orfeu] mostrará isto quando, de acordo com [seus] versos, ela foi nascida. "Reia", uma vez que muitos e vários seres nasceram jorrando dela, (...) pois que a Mente é a mãe de outras coisas, ‘própria’ porque ela é ‘boa’.”

—papiro de Derveni
O historiador William Mitford escreveu em 1784 que a forma mais antiga de uma religião grega antiga mais elevada e mais coesa se manifestava nos poemas órficos. W. K. C. Guthrie escreveu que Orfeu foi o fundador das religiões de mistério e o primeiro a revelar aos homens o significado dos ritos de iniciação.

## Interpretações pós-clássicas

### Música clássica
O motivo Orfeu permeou a cultura ocidental e foi usado como tema em todas as formas de arte. Os primeiros exemplos incluem o lai bretão Sir Orfeo do início do século XII e interpretações musicais como Euridice de Jacapo Peri (1600, embora intitulada com o nome de sua esposa, o libreto é baseado inteiramente em cima dos livros X e XI de do Metamorfoses de Ovídio, portanto, o ponto de vista de Orfeu é predominante). As interpretações operísticas subsequentes incluem L'Orfeo de Claudio Monteverdi (1607), L'Orfeo de Luigi Rossi (1647), La descente d'Orphée aux enfers H 488, 1686 de Marc-Antoine Charpentier (ele escreveu também uma cantata, Orphée descendent aux enfers H 471, 1683), Orfeo ed Euridice de Christoph Willibald Gluck (1762), a última ópera de Joseph Haydn L'anima del filosofo, ossia Orfeo ed Euridice (1791), poema sinfônico Orpheus de Franz Liszt (1854), O balé Orpheus de Igor Stravinsky (1948) e duas óperas de Harrison Birtwistle: The Mask of Orpheus (1973–1984) e The Corridor (2009). A Ópera Ruse búlgara encomendou e executou Orpheus: A Masque de John Robertson (2015). O compositor italiano Fabio Mengozzi lançou seu poema eletrônico Orpheus, em 2022.

### Literatura
Os Sonetos a Orfeu de Rainer Maria Rilke (1922) são baseados no mito de Orpheus. A noveleta ganhadora do Prêmio Hugo de Poul Anderson, "Goat Song", publicada em 1972, é uma recontagem da história de Orfeu em um cenário de ficção científica. Algumas interpretações feministas do mito dão a Eurídice um peso maior. Orpheus and Eurydice Cycle (1976–86) de Margaret Atwood lida com o mito e dá a Eurídice uma voz mais proeminente. Eurydice de Sarah Ruhl também apresenta a história da descida de Orfeu ao mundo subterrâneo da perspectiva de Eurydice. Ruhl remove Orfeu do centro da história ao unir seu amor romântico ao amor paterno do pai morto de Eurídice. O romance de 2014 de David Almond, A Song for Ella Gray, foi inspirado no mito de Orfeu e Eurídice, e ganhou o Prêmio Guardian de Ficção Infantil em 2015. O romance de 2014 Orfeo de Richard Powers é baseado em Orfeu.
Dino Buzzati adaptou o motivo de Orfeu em sua história em quadrinhos Poem Strip (1969). Neil Gaiman retrata sua versão de Orfeus na série de quadrinhos The Sandman (1989–2015). O Orfeu de Gaiman é filho de Oneiros (o Senhor dos Sonhos Morfeu) e da musa Calliope.
O poeta Gabriele Tinti compôs uma série de poemas inspirados no mito de Orfeu, lidos por Robert Davi no Museu J. Paul Getty.

### Filme e palco

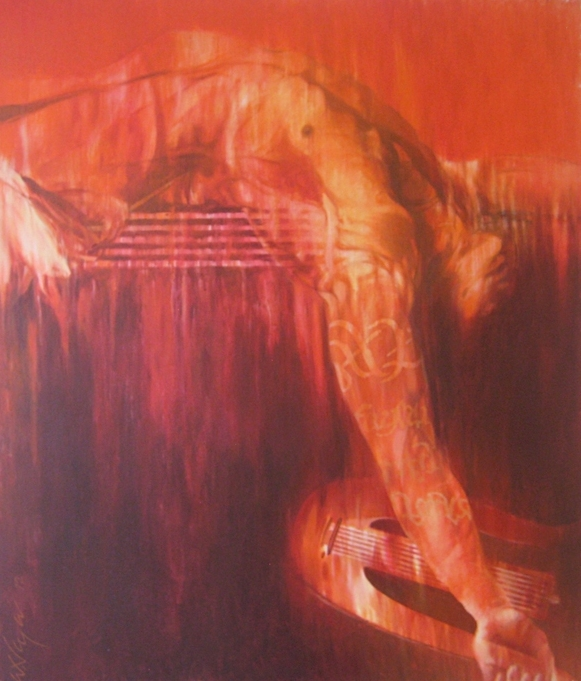
Morte de Orfeu pelo artista mexicano Antonio García Vega

A peça de Vinicius de Moraes Orfeu da Conceição (1956), posteriormente adaptada por Marcel Camus no filme Orfeu Negro de 1959, conta a história no contexto moderno de uma favela carioca durante o carnaval. A Trilogia Órfica de Jean Cocteau – The Blood of a Poet (1930), Orpheus (1950) e Testament of Orpheus (1959) – foi filmada ao longo de trinta anos e é baseado de muitas maneiras na história. Philip Glass adaptou o segundo filme para a ópera de câmara Orphée (1991), parte de um tríptico de homenagem a Cocteau. O filme de Nikos Nikolaidis, de 1975, Evrydiki BA 2O37, é uma perspectiva inovadora da clássica tragédia grega de Orfeu e Eurídice. O musical de ópera folclórica de Anaïs Mitchell, Hadestown, de 2010, reconta a tragédia de Orpheus e Eurydice com uma trilha sonora inspirada no blues e jazz americanos, retratando Hades como o chefe brutal de uma cidade de mineração subterrânea. Mitchell, junto com a diretora Rachel Chavkin, mais tarde adaptou seu álbum em um musical de palco multivencedor do prêmio Tony.

### Música popular
A banda australiana Nick Cave and the Bad Seeds lançou seu álbum duplo aclamado pela crítica Abbatoir Blues / the Lyre of Orpheus em 2004. A banda canadense Arcade Fire lançou seu álbum Reflektor, em 2013, onde existem  menções ao mito de Orfeu e Eurídice - principalmente nas canções It's Never Over (Hey Orpheus) e Awful Sound (Oh Eurydice).

### Recepção

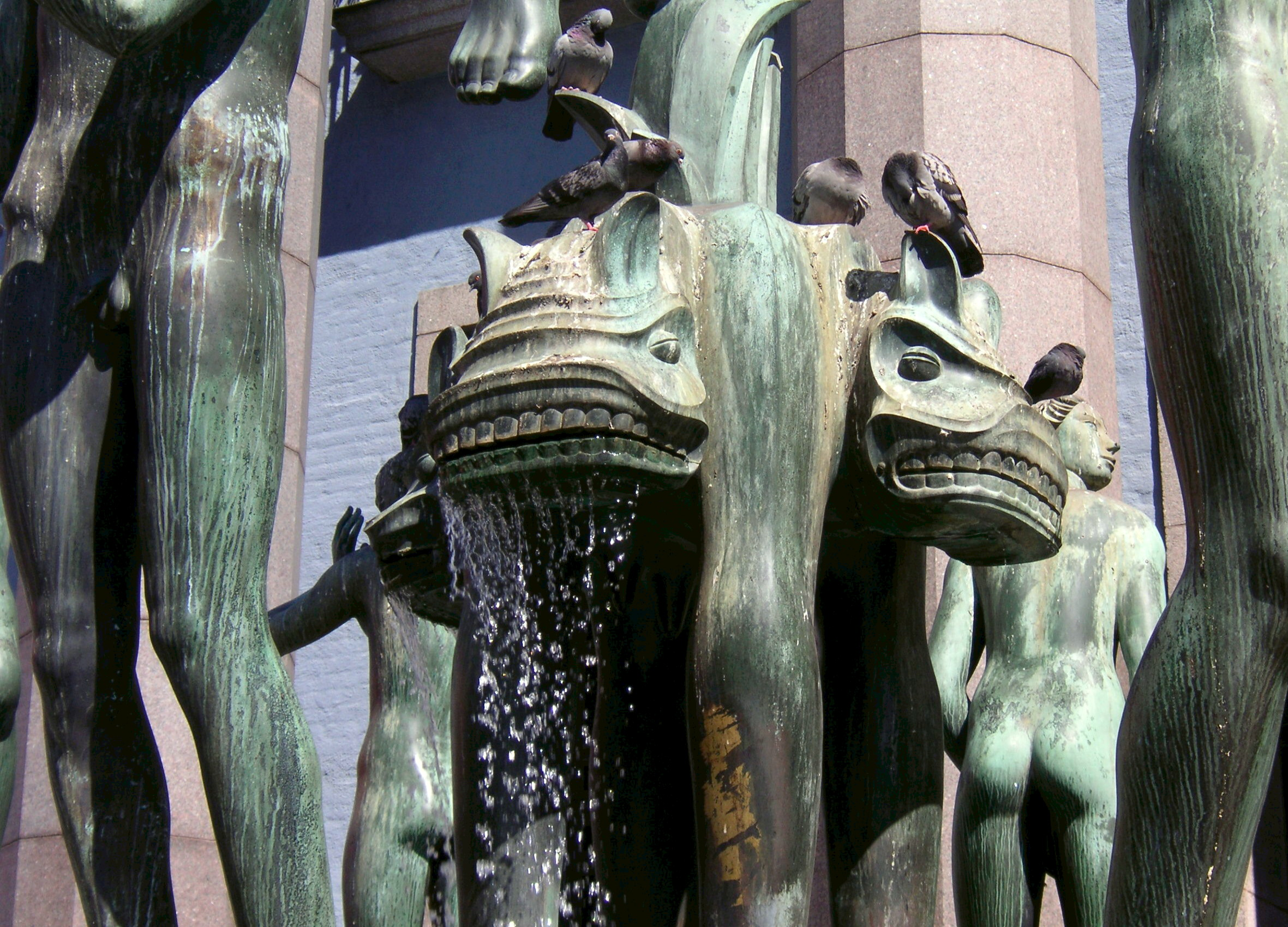
Grupo escultórico de Orfeu de Carl Milles. Estocolmo

Por causa da difusão do mito de Orfeu, muitas interpretações estão em diálogo com interpretações anteriores também: a ópera-dança Orpheus und Euridike de Pina Bausch exibe coreografia original ambientada em Orfeo ed Euridice de Gluck . Baz Luhrmann, em comentários em DVD de seu filme Moulin Rouge de 2001 !, caracteriza o filme como, em parte, a história de um herói órfico (neste caso, um compositor) que embarca em uma visita ao submundo (neste caso, o demi-monde em torno de Montmartre de Paris) em busca de sua fortuna e, finalmente, para tentar o resgate de seu amor condenado. O filme adapta uma peça amplamente conhecida da opereta cômica Orphée aux enfers (Orfeu no Inferno) de Jacques Offenbach, identificada com a outrora popular dança can-can music hall. A própria obra operística de Offenbach parodiou o conto clássico da tentativa de Orfeu de resgatar Eurídice de Plutão (Hades). Don Shirley compôs variações de piano da peça no álbum Orpheus in the Underworld (1956). A música de Gavin Bryars para o balé Dido and Orfeo (2011) de Édouard Lock retrabalha músicas das óperas Dido and Aeneas (Purcell) e Orfeo ed Euridice (Gluck) para um pequeno conjunto de saxofone, viola, violoncelo e piano. Em 2019, Sara Bareilles lançou seu sexto álbum de estúdio Amidst the Chaos, que traz uma canção intitulada "Orpheus".